# Johannes Becher (Politiker, 1988)
Johannes Becher (* 2. Juli 1988 in Münchberg) ist ein deutscher Jurist und Politiker (Bündnis 90/Die Grünen) und seit 2018 Mitglied des Bayerischen Landtags.

## Leben

### Ausbildung
Seine Schulbildung beendete Becher am Karl-Ritter-von-Frisch-Gymnasium in Moosburg an der Isar mit dem Abitur. An der Universität Regensburg schloss er sein Studium als Diplom-Jurist ab.

### Politische Karriere
2007 trat Becher Bündnis 90/Die Grünen bei. Er wurde 2008 in den Stadtrat von Moosburg an der Isar und den Kreistag im Landkreis Freising gewählt.
Bei der Landtagswahl in Bayern 2018 erreichte Becher auf der Liste der Grünen im Wahlkreis Oberbayern das zwölftbeste Gesamtstimmen-Ergebnis und wurde somit in den Bayerischen Landtag gewählt.
Er sitzt in den Landtagsausschüssen „Kommunale Fragen, Innere Sicherheit und Sport“, sowie „Arbeit, Soziales, Jugend und Familie“. Außerdem ist er Sprecher seiner Fraktion für kommunale Fragen und frühkindliche Bildung.
Seit 2014 ist er Fraktionsvorsitzender der Stadtratsfraktion und Vorsitzender des Rechnungsprüfungsausschusses der Stadt Moosburg a.d. Isar.

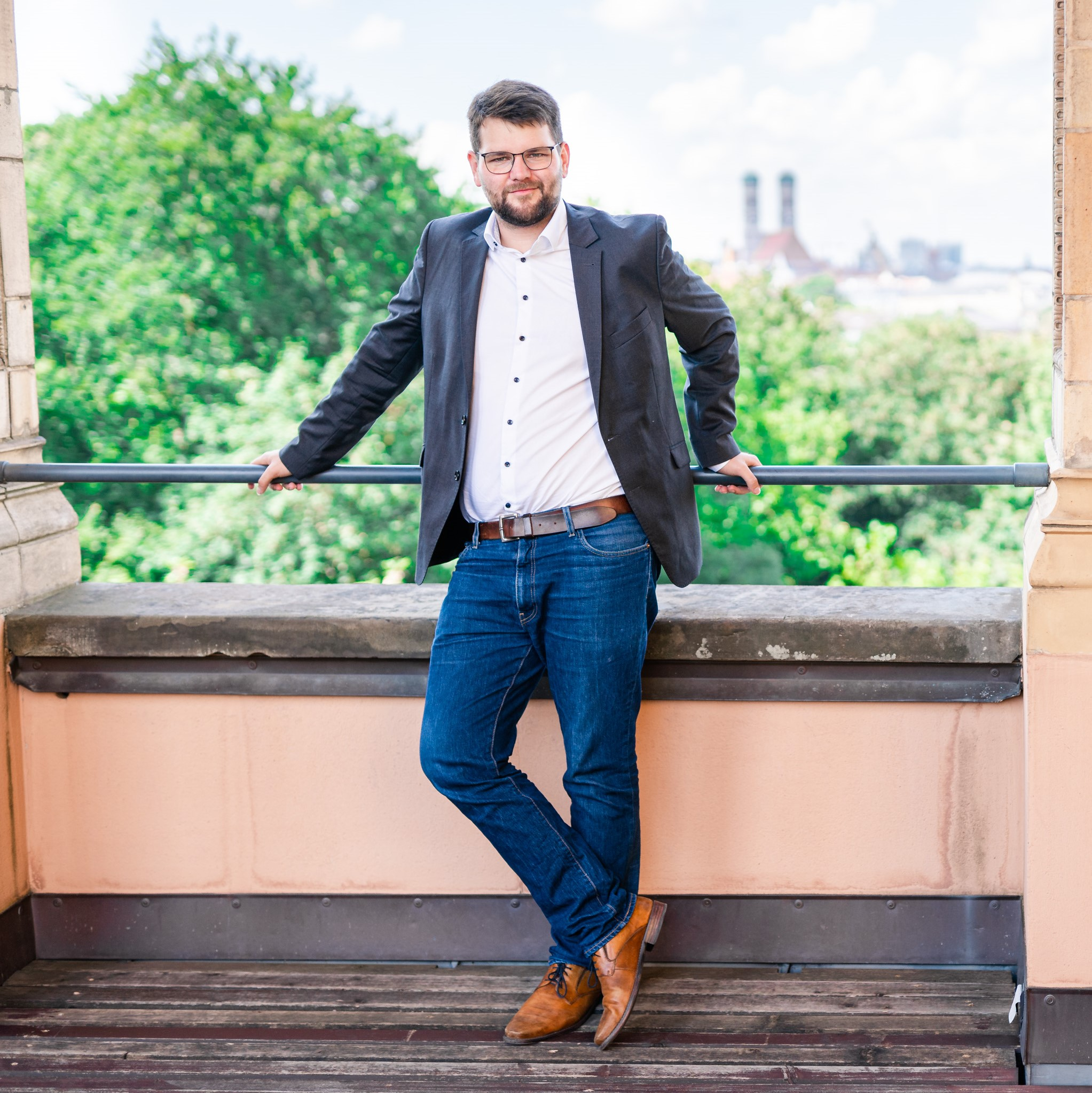
Johannes Becher auf den Arkaden des Bayerischen Landtags, 2020

Ab 2019 war er stellvertretender Vorsitzender der Kinderkommission des Bayerischen Landtags.
Bei der Landtagswahl in Bayern 2023 gelang ihm mit 144 Stimmen Vorsprung der erneute Einzug in den Landtag. Er wurde in der Folge zu Katharina Schulzes Stellvertreter im Fraktionsvorsitz gewählt.

### Ehrenamtliches Engagement
Becher war über 15 Jahre im Bereich Jugendfußball für den TSV Moosburg – Neustadt und die JFG Team Moosburg tätig.
Sechs Jahre arbeitete er ehrenamtlich für den Kreisjugendring Freising als Freie Persönlichkeit und bei neun internationalen Projekten.
2016 gründete er den Tante Emma e.V. und ist seitdem erster Vorsitzender.

### Privates
Becher ist ledig und evangelischer Konfession. Er saniert seit 2021 das Haus am Gries, ein im Kern spätmittelalterliches, denkmalgeschütztes Wohnhaus in Moosburg an der Isar.